# Heart of Neolithic Orkney
Heart of Neolithic Orkney är ett skotskt världsarv som består av monument och bosättningar på flera platser på Orkneyöarna. Namnet valdes när Unesco 1999 upptog objektet på sin världsarvslista.
Världsarvet Heart of Neolithic Orkney är fördelat på fyra fyndplatser, som alla ligger på Mainland, på Orkneyöarna.

## Världsarvets fyra delar
- Maeshowe – en förhistorisk gravhög som är daterad till någonstans under yngre stenålder, förmodligen mellan 3100 och 2800 f.Kr.[1]

- Stones of Stenness – en megalitisk stensättning 7 kilometer nordost om Stromness, på Mainland. Det kan vara den äldsta stensättningen på de brittiska öarna.[2][3]

- Ring of Brodgar – en förhistorisk stencirkel på Mainland. Stencirkeln har likheter med Stonehenge i England och står på en höjd mellan insjöarna Stenness och Harray. Arkeologerna tror att stencirkeln restes cirka 2500 f. Kr., många år före Stonehenge och andra förhistoriska monument på de brittiska öarna och i Europa.[4][5]

- Skara Brae – en förhistorisk bosättning i Bay of Skaill på västkusten av Mainland. Bosättningen består av åtta stenhus och beboddes uppskattningsvis mellan 3180 och 2500 f. Kr. Skara Brae har kallats ”Skottlands Pompeji” eftersom fornlämningen är så välbevarad.[6][7]

## En ytterligare fyndplats
Ness of Brodgar är en fyndplats mellan Ring of Brodgar och Stones of Stenness med tecken på en bosättning, men också något som skulle kunna betecknas som en “stenålderskatedral”.
Ness of Brodgar räknas inte till världsarvet, men är en viktig pusselbit för att förstå det, enligt den ansvariga myndigheten, Historic Scotland.

### Fotnoter
1. ↑  ”Maeshowe” (på engelska). Orkneyjar. Arkiverad från originalet den 16 juni 2017. https://web.archive.org/web/20170616225234/http://www.orkneyjar.com/history/maeshowe/index.html. Läst 10 september 2014.
2. ↑  ”The Standing Stones o' Stenness” (på engelska). Orkneyjar. Arkiverad från originalet den 7 juni 2017. https://web.archive.org/web/20170607082325/http://www.orkneyjar.com/history/standingstones/index.html. Läst 10 september 2014.
3. ↑  Wickham-Jones 2007, s. 28.
4. ↑  ”The Ring o' Brodgar, Stenness” (på engelska). Orkneyjar. Arkiverad från originalet den 15 juli 2017. https://web.archive.org/web/20170715234256/http://www.orkneyjar.com/history/brodgar/. Läst 10 september 2014.
5. ↑  Wickham-Jones 2007, s. 28-29.
6. ↑  ”Skara Brae Prehistoric Village” (på engelska). Historic Scotland. http://www.historic-scotland.gov.uk/index/places/propertyresults/propertyabout.htm?PropID=PL_244&PropName=Skara%20Brae%20Prehistoric%20Village. Läst 10 september 2014.
7. ↑  Leah Jordan och Rick Effland. ”Skara Brae” (på engelska). Arkiverad från originalet den 31 augusti 2013. https://archive.is/20130831123402/http://web.mesacc.edu/dept/d10/asb/stonehenge/skarabrae.html. Läst 10 september 2014.
8. ↑  ”Stone wall hints at Neolithic spiritual barrier” (på engelska). Orkneyjar. Arkiverad från originalet den 27 april 2017. https://web.archive.org/web/20170427013017/http://www.orkneyjar.com/archaeology/2007/08/16/stone-wall-hints-at-neolithic-spiritual-barrier/. Läst 10 september 2014.
9. ↑  John Ross och David Hartley (14 augusti 2009). ”'Cathedral' as old as Stonehenge unearthed” (på engelska). The Scotsman. http://news.scotsman.com/scotland/39Cathedral39--as-old-as.5554067.jp. Läst 10 september 2014.
10. ↑   (på engelska) Heart of Neolithic Orkney - Management Plan 2014–19: Consultation Draft. Historic Scotland. 24 juni 2013. sid. 10. Arkiverad från originalet den 6 juni 2014. https://web.archive.org/web/20140606210802/http://www.historic-scotland.gov.uk/hono-draft-management-plan.pdf. Läst 10 september 2014